# 정수사 (강화군)
정수사(淨水寺)는 인천광역시 강화군 화도면 사기리 산85번지에 있는 조계종 소속 사찰이다. 또한 정수사는 신라 선덕여왕 8년(639년) 회정선사가 정수사(精修寺)를 창건하였으며, 회정선사가 이 자리가 불자가 정히 수도할 만한 자리라 하여 정수사(精修寺)라고 지었다고 한다. 조선 세종 8년(1426년)에 함허대사가 다시 지어 정수사(淨水寺)라고 고쳤다고 한다. 또한 이 이름은 함허대사가 절 서쪽에서 맑은 물이 솟아나는 것을 보고 지었다고 한다.

## 보유 문화재
정수사 법당과 함허대사부도가 있다. 
정수사 법당은 조선 초기의 목조 건물로 정면 3칸, 측면 4칸의 단층 맞배지붕 건물이다. 보물 제161호로 지정되어 있다. 
함허대사부도는 정수사를 다시 일으킨 함허대사의 승탑이다. 강화군 향토유적 제19호로 지정되어 있다.